# Blue Prince
Blue Prince é um jogo eletrônico de aventura e quebra-cabeça com elementos de roguelike desenvolvido pela Dogubomb e publicado pela Raw Fury. Foi lançado em 10 de abril de 2025 para os sistemas PlayStation 5, Windows e Xbox Series X/S. No jogo, o desafio é explorar uma mansão cujos cômodos mudam constantemente, sendo construídos de forma ad hoc a partir de cartas sorteadas aleatoriamente.
O objetivo é alcançar um misterioso 46º cômodo oculto. Caso a pessoa jogadora não consiga chegar ao 45º cômodo antes de esgotar todas os seus passos, ele é forçado a abandonar a mansão, reiniciando a aventura com a maior parte dos cômodos reorganizados e randomizados para uma nova tentativa. O jogo recebeu aclamação da crítica após o lançamento.

## Jogabilidade
A pessoa jogadora assume o papel de Simon P. Jones, que herda a Monte Holly, uma misteriosa mansão deixada por seu falecido tio-avô. No entanto, há uma condição curiosa no testamento: Simon só poderá reivindicar a propriedade se conseguir encontrar o 46º cômodo secreto dentro de um único dia após entrar na mansão. Caso falhe, a arquitetura da casa se reorganiza completamente durante a noite, forçando Simon a recomeçar sua busca do zero no dia seguinte.
A mansão é representada por uma grade de peças de salas vazias, em formato de nove fileiras por cinco (9x5), começando no saguão de entrada e terminando na 46ª sala no lado oposto do mapa. Em qualquer sala, a pessoa jogadora pode abrir uma porta utilizando uma chave, caso ela esteja trancada. Isso permite criar uma nova sala a partir de uma seleção aleatória de cômodos, posicionando-a no espaço adjacente. No entanto, as portas e paredes do novo cômodo precisam estar alinhadas com as salas já colocadas. Mover-se de uma sala para outra consome um "passo". A pessoa jogadora dispõe de 50 passos por tentativa para alcançar a 46ª sala, embora existam formas de recuperar passos ao longo da exploração.
Ao criar uma sala, a pessoa jogadora é informada sobre o que a sala pode conter. Isso inclui pedras preciosas (usadas para comprar chaves), moedas (usadas para comprar outros itens, como alimentos que restauram passos) e ferramentas que podem ajudar a acessar espaços em salas específicas. As salas também podem incluir quebra-cabeças, alguns dos quais são isolados da própria sala, enquanto outros exigem uma busca em várias salas para deduzir a resposta. As salas têm níveis diferentes dependendo da linha da grade em que foram jogadas, com salas de níveis mais altos tendo quebra-cabeças mais complexos ou recompensas maiores por alcançá-los. Quando os passos da pessoa jogadora se esgotam, ou quando esta percebe que não consegue mais avançar, ela é forçada a deixar a mansão, abandonando todos os objetos coletados, e precisa reiniciar a jornada com a mansão completamente reorganizada. Existem formas de transportar itens entre essas tentativas ou conquistar melhorias permanentes, que garantem passos, gemas ou moedas extras no começo de cada nova exploração. Além disso, o personagem controlado pela pessoa jogadora mantém o conhecimento dos maiores quebra-cabeças e segredos da mansão, e é incentivado a fazer anotações. Ao alcançar com sucesso a 46ª sala pela primeira vez, novos desafios são desbloqueados para as próximas tentativas, além da possibilidade de coletar troféus que registram os desafios concluídos.

## Desenvolvimento
Blue Prince foi desenvolvido principalmente por Tonda Ros. Antes do desenvolvimento, ele realizava reuniões anuais frequentemente com o seu círculo de amizades em diferentes casas de aluguel por temporada, dedicando tempo para criar um jogo de quebra-cabeça que abrangesse toda a casa com base nas ideias do jogo de tabuleiro de 1992, Jewels in the Attic. Ele foi inspirado pelo documentário Indie Game: The Movie, que lhe mostrou que era possível criar jogos completos com um conjunto simples de ferramentas de desenvolvimento. Depois de jogar os videojogos Gone Home e The Witness, Ros se inspirou para testar ideias com o motor de jogo Unity, descobrindo que o processo de desenvolvimento era menos complexo do que esperava.
Por volta de 2016, Tonda Ros começou a experimentar o desenvolvimento de um protótipo, com a intenção inicial de dedicar cerca de seis meses ao projeto. No entanto, à medida que suas ideias ganhavam forma, decidiu deixar seu emprego na área de desenvolvimento comercial para focar completamente no jogo. Ros acabou investindo oito anos no aprimoramento do projeto, utilizando suas economias pessoais e a receita obtida com anúncios de um sítio sobre Magic: The Gathering que administrava. Embora o jogo tenha sido desenvolvido majoritariamente de forma independente, Tonda Ros contou com colaborações de outras pessoas, incluindo o artista Davide Pellino e a dupla de jazz Trigg & Gusset, que contribuíram para a construção da atmosfera do jogo. Tonda Ros convidou Davide Pellino para se juntar ao desenvolvimento do jogo por cerca de três anos, com o objetivo de substituir os recursos básicos do Unity usados na prototipagem por arte original. Embora Ros tivesse planejado que esse processo durasse apenas seis meses, ele se estendeu por três anos, permitindo a criação de um estilo de arte único para o jogo. O jogo estava completamente funcional em 2021, momento em que Tonda Ros dedicou a maior parte do tempo restante de desenvolvimento ao equilíbrio da jogabilidade. Ele se concentrou em garantir que as dicas para os quebra-cabeças e a estrutura do jogo fossem apresentadas de maneira acessível em diversos pontos, além de torná-lo mais complexo, expandindo os mistérios e aprofundando a mitologia que a pessoa jogadora poderia descobrir ao longo da experiência.
Tonda Ros mencionou que a inspiração para Blue Prince veio de jogos de cartas e de tabuleiro que envolviam o processo de drafting, onde as pessoas que jogam escolhem uma carta ou token aleatório de um conjunto, como em Magic: The Gathering e Agricola. Ele também creditou os livros de mistério interativos, que ofereciam prêmios aos leitores que conseguissem resolver quebra-cabeças complexos, citando exemplos como Masquerade [en], de Kit Williams, e Maze: Solve the World's Most Challenging Puzzle, de Christopher Manson. Ros contratou Manson para desenvolver um dos quebra-cabeças de Blue Prince. Outros quebra-cabeças do jogo foram inspirados nos de Martin Gardner e Raymond Smullyan.
Tonda Ros utiliza o conceito de "rascunho" como um duplo sentido, referindo-se tanto à seleção de uma nova sala a partir de um conjunto aleatório quanto à ideia de criar esboços ou projetos dentro de um plano arquitetônico. Ele queria tornar a resolução dos quebra-cabeças de forma semelhante a jogos que utilizam pistas para soluções de quebra-cabeças em locais distintos, como The Legend of Zelda, mas de modo que não exigisse que a pessoa jogadora encontre todas as pistas para progredir.

## Recepção
O lançamento de Blue Prince para Windows recebeu "aclamação universal" segundo o agregador de análises Metacritic, com uma pontuação média de 92/100. As versões para PlayStation 5 e Xbox Series X/S receberam críticas "geralmente favoráveis". Quando foi lançado, era o jogo com maior classificação em 2025, com base nas médias do Metacritic.
Na análise de cinco estrelas da Eurogamer, Christian Donlan destacou o fato de o jogo manter seus segredos escondidos e liberá-los lentamente como o aspecto mais impressionante. "É o prazer de encontrar aspectos ocultos em coisas que você pensava entender completamente, o prazer de voltar a algo que você pensava ser simples e descobrir que não é nada simples".